# Czarna Rzeka (dopływ Omulwi)
Czarna Rzeka (Czarna Struga, Czarna) – struga w Polsce, lewy dopływ Omulwi o długości 9,76 km i powierzchni zlewni 56,73 km².
Struga wypływa z jeziora Czarne, do którego woda wpływa także z jezior Łabuny Małe i Łabuny Wielkie, a poniżej wpływają do niej cieki z jezior Przyjamy, Kociołek, Dłużek i  Kwiatkowo.